# Yuuko Amanuma
Yuuko Amanuma (jp. 天沼 裕子 Amanuma Yūko; * 2. September 1955 in Saitama, Japan) ist eine japanische Dirigentin und Komponistin. Sie hat eine Professur an der Hochschule für Musik Würzburg und leitet die Würzburger Opernschule.

## Beruflicher Werdegang
Von 1977 bis 1981 studierte Yuuko Amanuma an der Universität der Künste Tokio im Hauptfach Komposition und in den Nebenfächern Klavier und Gesang. 1983 begann sie das Dirigierstudium in Tokio und in Banff, Kanada, bei Victor Feldbrill. Es folgte von 1985 bis 1988 ein Studium in der Solistenklasse an der Hochschule für Musik und Theater Hannover mit dem Hauptfach Dirigieren. 1986 war Yuuko Amanuma Studentin in der Meisterklasse bei Ferdinand Leitner und David Epstein in Salzburg. In den Jahren 1995 und 1996 folgte ein Aufbaustudium bei Rolf Reuter in Berlin, für das Yuuko Amanuma ein Jahresstipendium der japanischen Regierung erhielt.
Die Zusammenarbeit u. a. mit Leonard Bernstein und Toru Takemitsu prägte ihren musikalischen Werdegang ebenso wie die Hospitationen bei Daniel Barenboim an der Staatsoper Unter den Linden, Berlin und bei den Bayreuther Festspielen.
Am Theater der Landeshauptstadt Magdeburg war sie 2003 Composer in Residence und feierte als zweite Kapellmeisterin und Komponistin große Erfolge.
Yuuko Amanuma hat eine Professur an der Hochschule für Musik Würzburg und leitet die Würzburger Opernschule.

## Sonstiges Engagement
Yuuko Amanuma engagiert sich für die Errichtung von Seniorenwohnheimen für alternde Musiker in Japan und Deutschland nach dem Vorbild von Giuseppe Verdis berühmter Casa Verdi. 2004 gründete sie deshalb eine Stiftung für La Casa di Cielo (italienisch: Himmelshaus) in Tokio und gibt Benefizkonzerte zur Finanzierung.

## Auszeichnungen
- 1988 Edward van Beinum Preis (1. Preis beim Wettbewerb der Internationalen Meisterklasse für junge Dirigenten, Hilversum, Niederlande)[3]

## Publikationen
Als Komponistin widmet sich Yuuko Amanuma sowohl der Kammermusik als auch der Oper.

### Noten-Editionen (Auswahl)
- Wolfgang Amadeus Mozart: Die kleine Zauberflöte. Bearbeitung von Yuuko Amanuma für Sopran, Alt, Tenor, Bass, Piccoloflöte, Fagott und Klavier, H. H. Musikverlag Helmstadt.

### Kompositionen (Auswahl)
- 2003: Das verräterische Herz (Oper), Uraufführung Tokio 2003[6][7]